# Jerome Chen

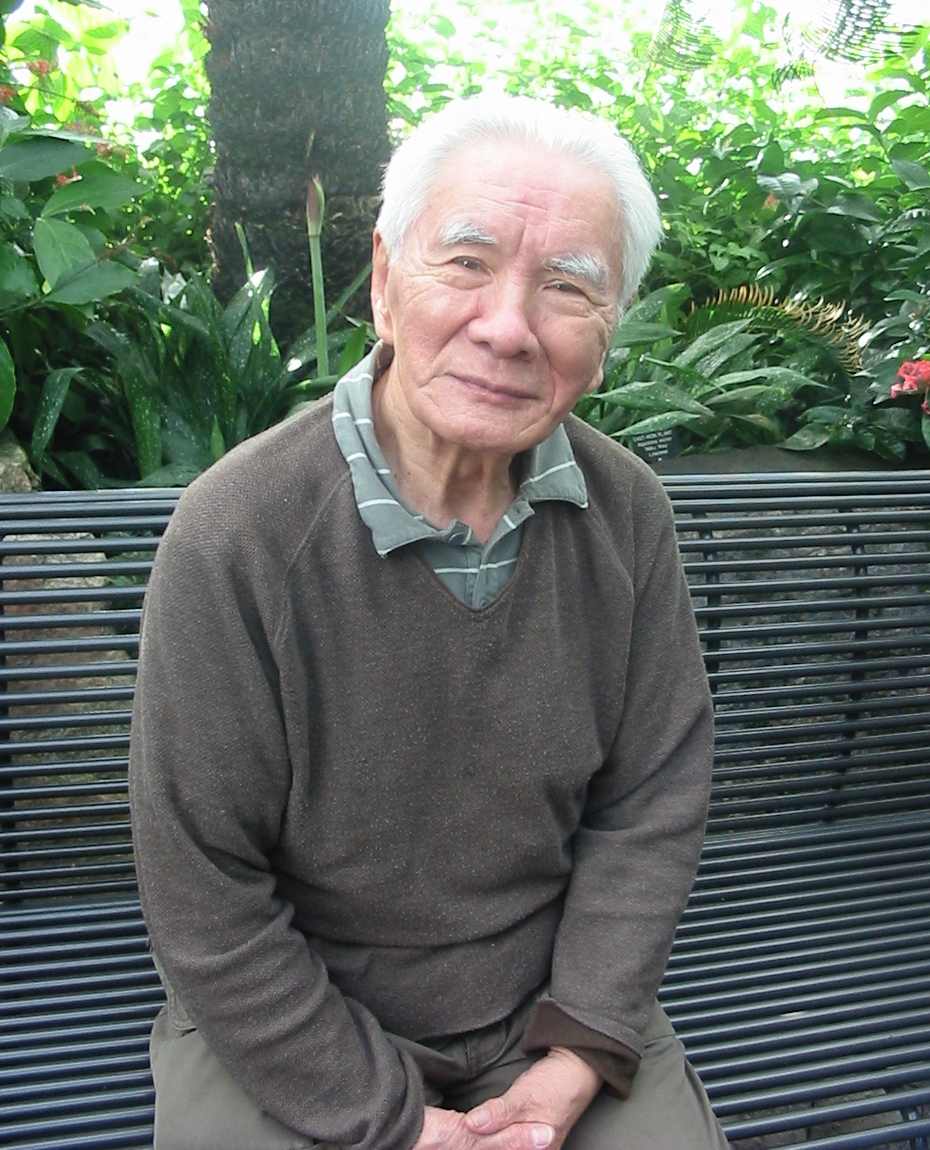
Jerome Chen (2003)

Jerome Chen (*  2. Oktober 1919 in Chengdu, Sichuan, China; † 17. Juni 2019) war ein chinesisch-kanadischer Historiker.

## Leben
Jerome Chen studierte während des antijapanischen Krieges an der Nankai-Universität in Tientsin und an der Nationalen Assoziierten Südwest-Universität sowie an der London School of Economics and Political Science. In den 1950er-Jahren arbeitete er für die BBC. Bevor er nach Kanada auswanderte, lehrte er für einige Jahre Geschichte an der Universität von Leeds (Großbritannien).
Chen war von 1971 bis 1987 Professor für chinesische Geschichte an der York-Universität in Toronto, Kanada und von 1983 bis 1985 Direktor des York University Joint Centre of Asia Pacific Studies.
1981 wurde er ein Fellow der Royal Society of Canada und 1984 war er Distinguished Research Professor an der York-Universität.

## Veröffentlichungen (auf Deutsch)
- Mao papers. Nymphenburger Verlagshandlung, München 1972. ISBN 3-485-01823-6